# 蒙塔納
蒙塔納是位於保加利亞西北部的一個城市。位於多瑙河以南50公里，弗拉察西北50公里，塞爾維亞邊境以東30公里處。蒙塔納是蒙塔納州的首府所在地。